# Fort Pearson

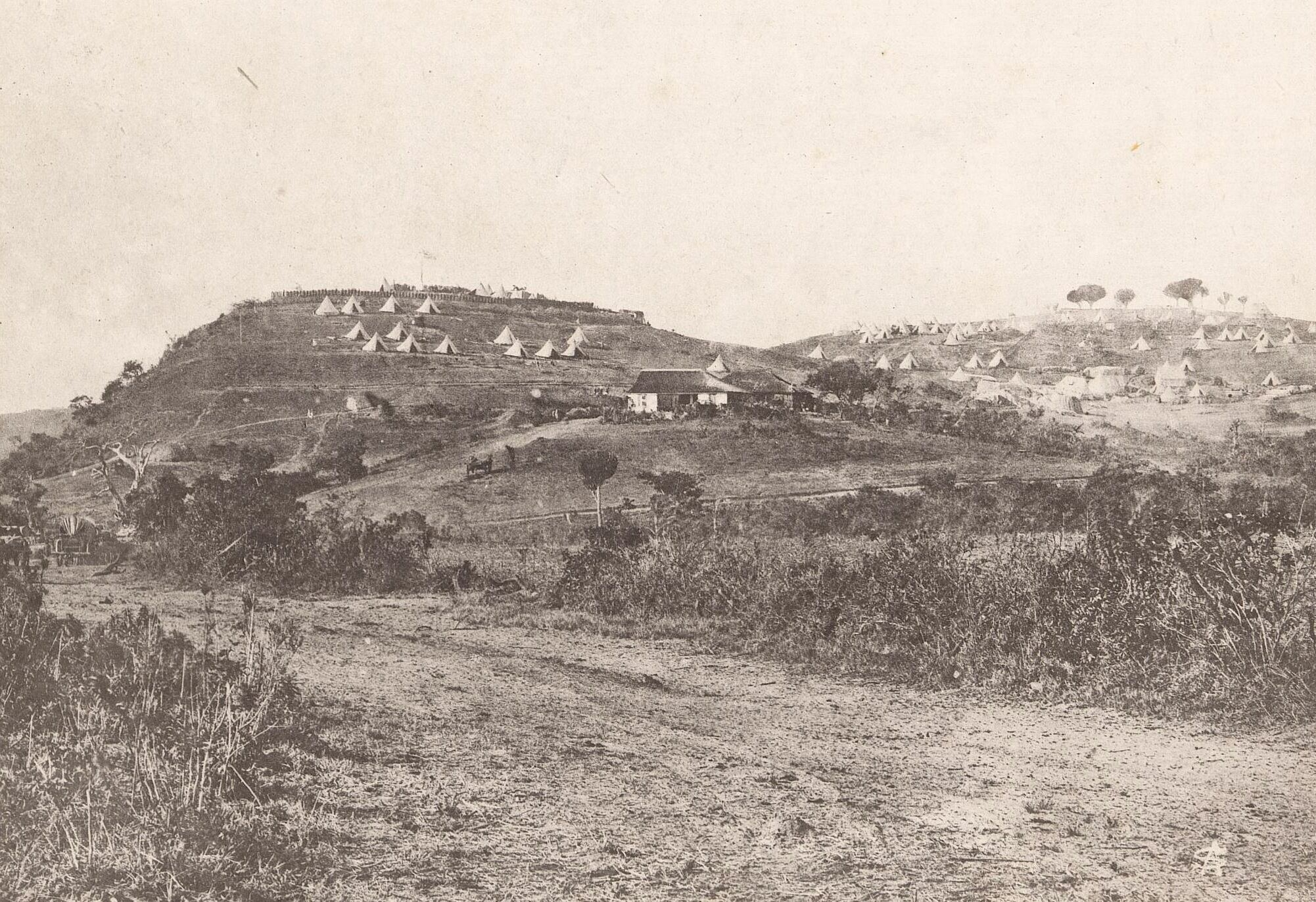
Vista de Fort Pearson, en o antes de 1880

Fort Pearson fue una fortificación construida por los británicos en el lado de Natal de la frontera con Zululand en el período previo a la guerra anglo-zulú de 1879. Un reducto de tierra en un 300 pies (100 m) alto acantilado que domina el río Tugela, el fuerte y sus dos reductos exteriores dominaban un importante cruce fluvial. El cruce fue utilizado por una de las columnas de la primera invasión de enero de 1879, que luego fue sitiada en Eshowe en Zululand. El cruce fue utilizado nuevamente por la columna de socorro de Eshowe en marzo y la segunda invasión en abril. El fuerte se reforzó en abril de 1879 y se conectó con Pietermaritzburgo por telégrafo en junio. Los británicos ganaron la guerra en julio, pero las tropas británicas volvieron a ocupar brevemente el fuerte en 1883 durante la tercera guerra civil zulú.

## Antes de la guerra
Fort Pearson era un reducto de tierra construido por el 2.º batallón del 3.er Regimiento de Infantería (los Buffs) y parte de la Brigada Naval (personal de la Marina Real que servía como infantería) en el lado de Natal del río Tugela en noviembre de 1878. Posteriormente, estas unidades ayudaron a guarnecer el fuerte. El fuerte estaba ubicado en un terreno de 300 pies (100 m) acantilado alto, con vista a una deriva (cruce poco profundo) del Tugela. La ubicación era tan imponente que los británicos la consideraban inexpugnable ante un ataque zulú.
A poca distancia río abajo del fuerte, los británicos instalaron un cruce de ferry pont para apoyar el avance. Además del fuerte principal, también había dos reductos más pequeños (incluido el reducto de Euphorbia Hill) para ayudar a controlar el cruce del río. Fue nombrado por el coronel Charles Knight Pearson.
El cruce debajo del fuerte fue el lugar de la reunión del 11 de diciembre de 1878 entre el funcionario de la Colonia de Natal, John Shepstone, y una delegación de indunas zulúes en la que Shepstone presentó un ultimátum a los zulúes. El ultimátum fue duro, exigiendo un cambio radical en la forma de vida zulú, y los británicos pretendían que el rey zulú Cetshwayo lo rechazara y que esto sirviera como casus belli para la guerra anglo-zulú. guerra se declaró en enero de 1879 y el comandante británico Lord Chelmsford inició una invasión de Zululandia en tres frentes.

## Guerra anglo-zulú

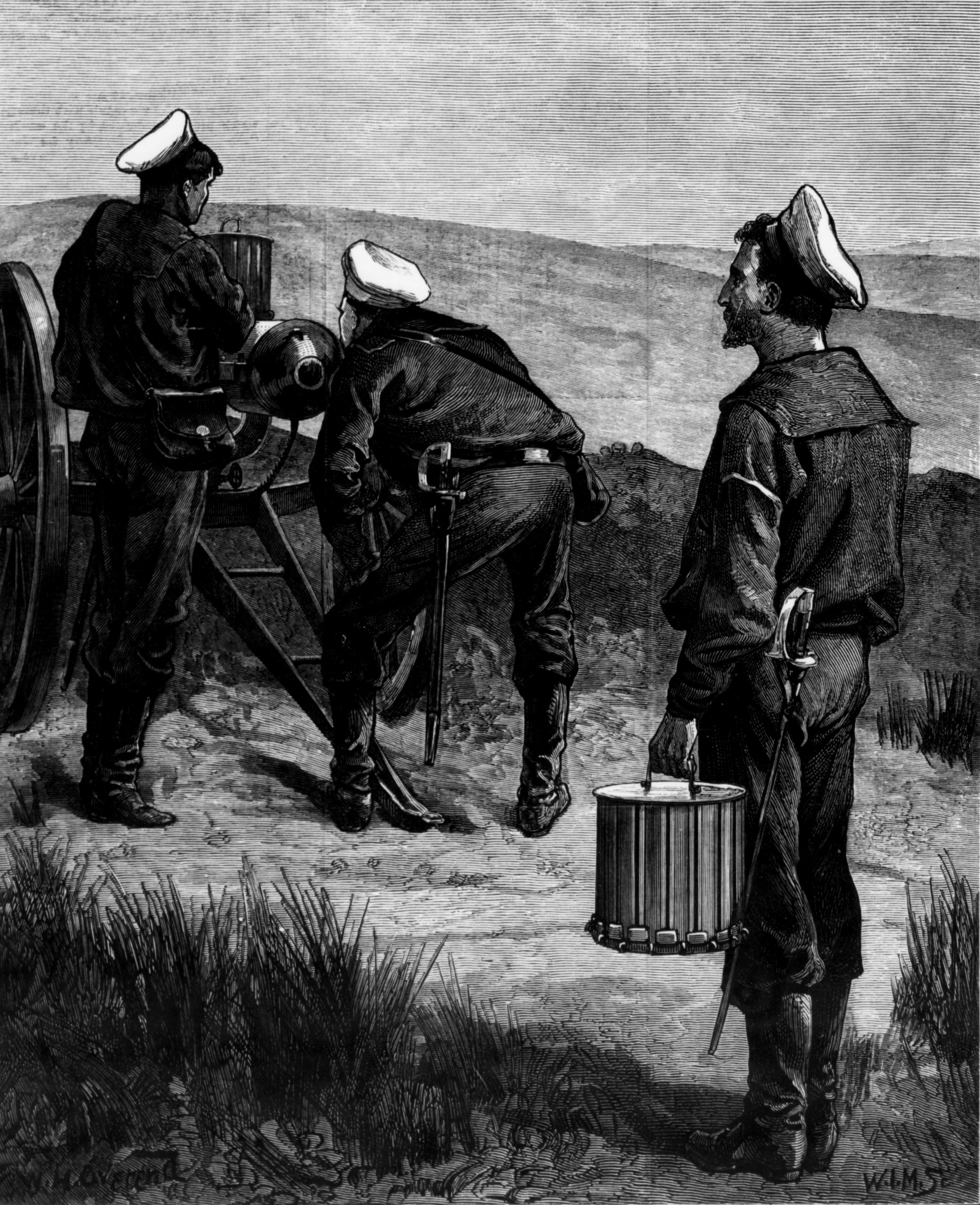
Guarnición de Fort Pearson, practicando el tiro con una ametralladora Gatling, a partir de una fotografía

El fuerte sirvió como depósito de suministros y base de operaciones para la Columna Derecha (n.º 1) durante la primera invasión de Zululandia, durante la cual, en enero, se construyó el Fuerte Tenedos en el lado zulú del río. La Brigada Naval dejó sus dos cañones de campaña de 12 libras en el fuerte cuando se unieron al avance de la columna hacia Eshowe. El primer cruce del Tugela por parte de la columna, utilizando los puentes y dirigidos por los marineros de la Marina Real, fue espectacular y atrajo a una multitud de espectadores civiles de Durban.
Durante el avance el fuerte fue guarnecido por dos compañías del 99.º Regimiento de Infantería y una parte del Contingente Nativo de Natal. El 13 de marzo, un soldado raso del 99.º Regimiento salió corriendo del hospital del fuerte y se suicidó arrojándose por el acantilado al Tugela.

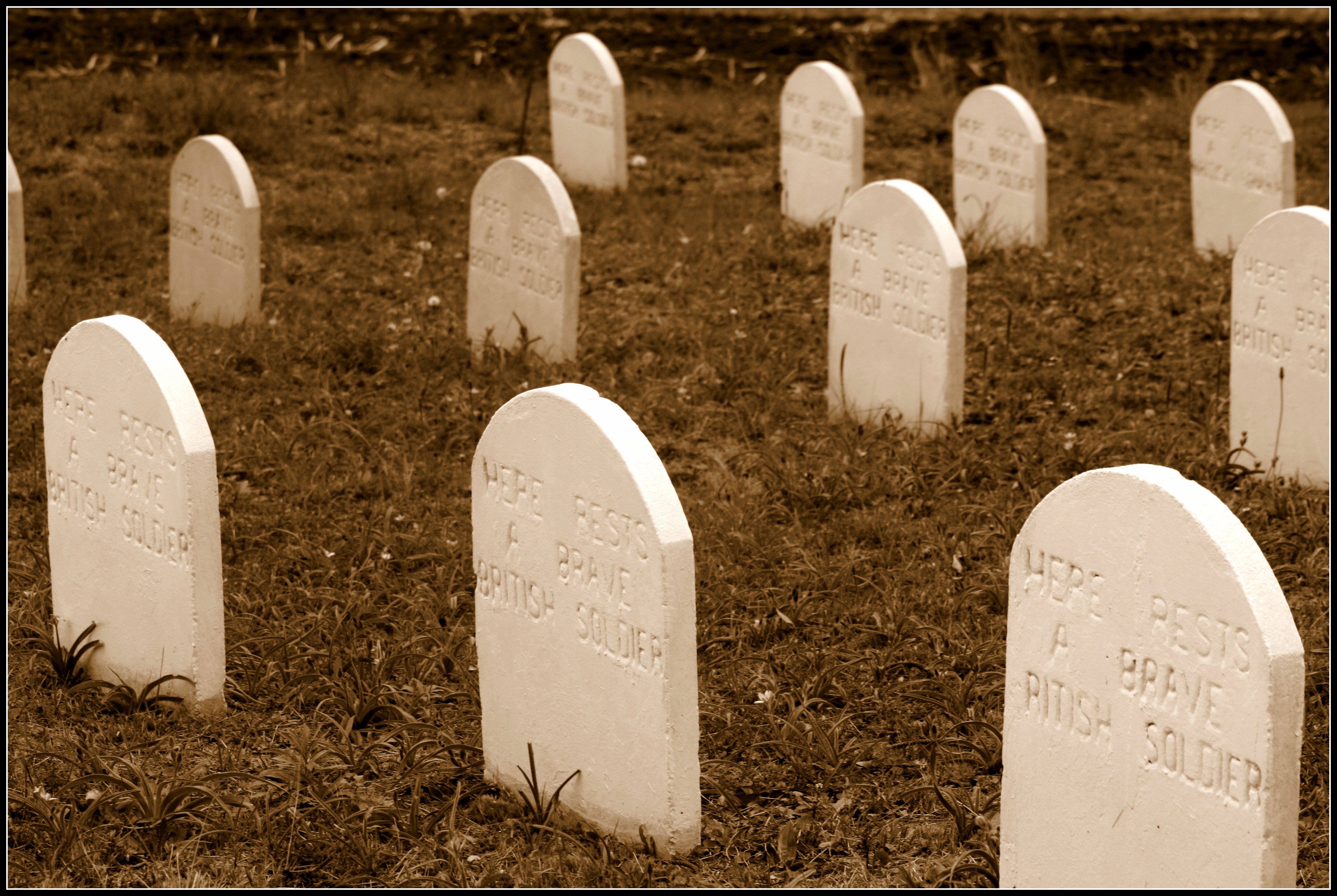
Tumbas en el cementerio de la era de la guerra anglo-zulú.

El fuerte apoyó la columna de socorro de Eshowe (aliviando el sitio de Eshowe) de marzo a abril de 1879 y la 1.ª División, Fuerza de Campo de Sudáfrica, en la segunda invasión (abril-julio de 1879). Tras el relevo de Eshowe y antes de la segunda invasión de Zululand, en abril de 1879, el fuerte fue reforzado por hombres de la 1.ª División del general de división Henry Hope Crealock. En mayo, el transbordador fue reemplazado por un puente de pontones y en junio el canal principal fue cruzado por un puente de caballetes semipermanente. En ese momento, una conexión de telégrafo unía Fort Pearson con Durban y luego con Pietermaritzburgo. Durante el resto de la campaña el fuerte sirvió como hospital para enfermos y heridos. Inicialmente equipado con 200 camas, pronto resultó insuficiente debido a la gran cantidad de hombres que enfermaron y, a pesar de que los convoyes regulares de enfermos eran llevados al hospital base en Durban, a veces acomodaban a 400 hombres.
El 5 de julio, el general Garnet Wolseley, que había sido enviado para reemplazar a Chelmsford, llegó al fuerte. A su llegada, Wolseley recibió noticias de que Chelmsford había derrotado a los zulúes en la batalla de Ulundi y había ganado la guerra.

## Uso posterior

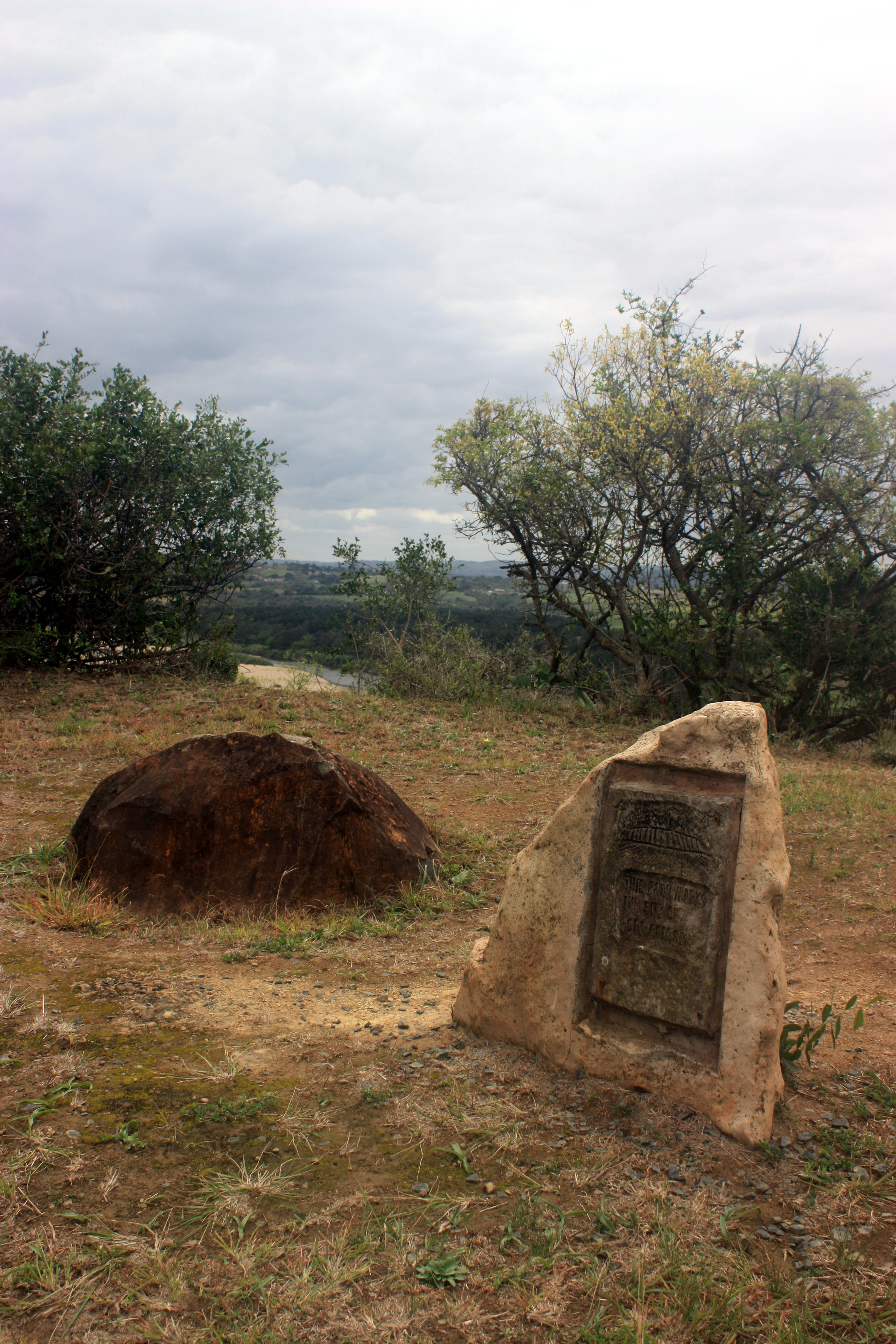
La roca que marca el sitio del fuerte, fotografiada en 2013.

El fuerte se usó nuevamente en la tercera guerra civil zulú en 1883. A fines de septiembre, una fuerza británica se reunió allí antes de un avance a Eshowe para proteger al comisionado británico allí.
Posteriormente, el sitio fue abandonado. El gobierno de Sudáfrica le otorgó protección como patrimonio provincial el 25 de agosto de 1950.
El acceso es posible por acuerdo con Ezemvelo KZN Wildlife que opera la Reserva Natural Harold Johnson.